# 우즈베키스탄의 총리
이 목록은 우즈베키스탄의 정부 수반 목록이다. 우즈베키스탄의 정부 수반은 국무총리이며, 국무총리와 부총리의 임명 권한은 대통령에 있다.

## 우즈베키스탄의 정부 수반 목록 (1925년 ~ 현재)

### 우즈베크 소비에트 사회주의 공화국 (1924년 ~ 1991년)

#### 인민위원회 의장
- 파이줄라 호자예프 (1925년 ~ 1937년)
- 압둘라 카리모프 (1937년)
- 술탄 세기즈바예프 (1937년 ~ 1938년)
- 압두자바르 압두라하마노프 (1938년 ~ 1946년)

#### 각료위원회 의장
- 압두자바르 압두라하마노프 (1946년 ~ 1950년)
- 압둘라자크 마블랴노프 (1950년 ~ 1951년)
- 누리딘 무히디노프 (1951년 ~ 1953년) (1번째)
- 우스만 유수포프 (1953년 ~ 1954년)
- 누리딘 무히디노프 (1954년 ~ 1955년) (2번째)
- 소비르 카몰로프 (1955년 ~ 1957년)
- 만수르 미르자아흐메도프 (1957년 ~ 1959년)
- 아리프 알리모프 (1959년 ~ 1961년)
- 라흐만쿨 쿠르바노프 (1961년 ~ 1971년)
- 나르마혼마디 후다이베르디예프 (1971년 ~ 1984년)
- 가이라트 카디로프 (1984년 ~ 1989년)
- 미라하트 미르카시모프 (1989년 ~ 1990년)
- 슈크룰로 미르사이도프 (1990년)

### 우즈베키스탄 공화국 (1991년 ~ 현재)

#### 역대 총리
| # | 이름                  | 취임             | 퇴임             | 소속 정당 |
| - | --------------------- | ---------------- | ---------------- | --- |
| 1 | 압둘하심 무탈로프     | 1992년 1월 8일   | 1995년 12월 21일 | 우즈베키스탄 인민민주당                                                                                              |
| 2 | 오트키르 술토노프     | 1995년 12월 21일 | 2003년 12월 12일 | 우즈베키스탄 인민민주당                                                                                              |
| 3 | 샤브카트 미르지요예프 | 2003년 12월 12일 | 2016년 12월 14일 | 자기희생 국민민주당 (2003년 ~ 2008년) 우즈베키스탄 국민재건민주당 (2008년 ~ 2016년) 우즈베키스탄 자유민주당 (2016년) |
| 4 | 압둘라 아리포프       | 2016년 12월 14일 | 현직             | 우즈베키스탄 자유민주당                                                                                              |

## 같이 보기
- 우즈베키스탄의 대통령